# Голдобин, Николай Сергеевич
Никола́й Серге́евич Голдо́бин (род. 7 октября 1995, Томилино, Московская область) — российский хоккеист, нападающий СКА.

## Клубная карьера

### Начало карьеры
Родился в Томилине, большую часть времени прожил в Химках. Воспитанник хоккейной школы «Белые медведи» (Москва). В 2012 году выбран на драфте юниоров КХЛ под 8-м номером новокузнецким «Металлургом», а также на драфте OHL клубом «Сарния Стинг» под 36-м номером.
Начал карьеру в молодёжном хоккее в 2011 году в составе клуба МХЛ «Русские витязи», и уже в следующем году был приглашён в молодёжную сборную России на Мемориал Ивана Глинки. В 2012 году перешёл в «Сарния Стинг», где в первом сезоне набрал 68 очков в 68 матчах. В следующем сезоне набрал 94 очка в 67 играх, что стало 6-м результатом в лиге. По итогам сезона приглашён на матч топ-проспектов КХЛ/НХЛ, в котором забил гол и отдал передачу, и назван лучшим игроком команды Черри.

### НХЛ
На драфте НХЛ 2014 выбран клубом «Сан-Хосе Шаркс» в первом раунде под общим 27-м номером. 26 сентября 2014 года «Сан-Хосе Шаркс» объявили, что подписали контракт начального уровня с Голдобиным на три года. Сезон 2014/15 начал в чемпионате Финляндии в составе клуба ХИФК, а заканчивал в АХЛ в «Вустер Шаркс» (позже — «Сан-Хосе Барракуда»), фарм-клубе «Сан-Хосе Шаркс».
16 октября 2015 года получил вызов в основную команду, дебютировав в НХЛ в матче против «Нью-Джерси Девилз». Во второй игре, 17 октября 2015 года, забил свой первый гол в НХЛ в ворота команды «Нью-Йорк Айлендерс». Отыграв 9 матчей и набрав 2 очка (1+1) в основной команде, был отправлен обратно в АХЛ.
28 февраля 2017 года обменян в «Ванкувер Кэнакс» и в первой же игре за новый клуб забросил шайбу в ворота вратаря «Лос-Анджелес Кингз» Бена Бишопа, которая стала победной (4:3). Сезон 2018/19 провёл в НХЛ и набрал 27 очков в 63 матчах. В сезоне 2019/20 в 51 матче АХЛ нападающий заработал 50 очков, его результат стал один из лучших в лиге по набору очков за игру.

### КХЛ

#### ЦСКА и «Металлург»
18 июня 2020 года перешёл в московский ЦСКА, заключив односторонний контракт на два года. За клуб провёл 21 игру и набрал 11 очков (4+7) при показателе полезности «+6». 14 декабря 2020 года контракт с Голдобиным был расторгнут по обоюдному согласию сторон. 15 декабря 2020 года заключил контракт до конца сезона 2020/21 с магнитогорским «Металлургом». За клуб набрал восемь (2+6) очков в 19 встречах. 19 июля 2021 года продлил контракт с «Металлургом» на один сезон. По ходу сезона 2021/22 Голдобин стал лидером команды по набранным баллам и вошёл в тройку лучших по забитым шайбам, передачам и показателю полезности. 2 июня 2022 года заключил новый контракт с «Металлургом» на один год. В сезоне 2022/23 провёл за клуб 70 матчей, в которых набрал 38 (21+17) очков. После окончания сезона 2022/23 форвард долгое время не продлевал контракт с «Металлургом», а агент игрока неоднократно говорил о желании своего клиента вернуться в НХЛ и о том, что в Северной Америке к нему есть серьёзный интерес.

#### «Спартак»
5 июня 2023 года в результате обмена между магнитогорским «Металлургом» и московским «Спартаком», спортивные права на Голдобина перешли московскому клубу, а в магнитогорский клуб перешёл Данила Квартальнов. 3 июля 2023 года заключил контракт со «Спартаком» на два года. 4 сентября 2023 года в матче против «Северстали» (6:4) оформил хет-трик, который стал первым в сезоне 2023/24. Набрав семь (6+1) очков за четыре стартовых матча, Голдобин возглавил список лучших снайперов и бомбардиров лиги, а также установил новый рекорд «Спартака» по голевой серии в КХЛ. 21 сентября 2023 года оформил ассистентский пента-трик в матче против «Барыса» (6:3), став девятым игроком в истории КХЛ, которому удалось сделать пять голевых передач в матче лиги. По итогам сентября 2023 года стал лучшим нападающий месяца в КХЛ, набрав 17 (9+8) очков за 13 матчей, став лучшим снайпером лиги и вторым бомбардиром КХЛ. 9 октября 2023 года сделал четыре голевые передачи в матче против «Витязя» (5:1). В следующей игре 11 октября против ЦСКА (5:3) набрал три очка (1+2), а затем 14 октября 2023 года сделал дубль в ворота «Торпедо» (4:2). 16 октября 2023 года был признан лучшим нападающим недели КХЛ, набрав девять (3+6) очков в трёх матчах.
31 октября 2023 года оформил хет-трик в ворота нижнекамского «Нефтехимика» (6:1), Голдобин стал 11-м игроком в истории КХЛ, кто забрасывал не менее трёх шайб в пяти и более матчах, также Голдобин установил личный снайперский рекорд за один регулярный чемпионат — 20 шайб. Всего в первых 25 матчах сезона набрал 39 очков (20+19), уверенно лидируя в списке лучших бомбардиров КХЛ. По итогам октября 2023 года второй раз подряд был признан лучшим нападающим месяца в КХЛ, набрав 22 (11+11) очка за 12 игр. 4 ноября 2023 года отдал результативную передачу в матче с «Торпедо» (4:3), набрав 40-е (20+20) очко в 27 матчах сезона и тем самым Голдобин побил личный рекорд результативности за один чемпионат. 18 ноября 2023 года Голдобин, забросив свою 23-ю шайбу на 15‑й минуте матча против «Лады» (5:3), установил клубный рекорд «Спартака» по голам за один регулярный чемпионат КХЛ, а по итогам матча набрал три (2+1) очка. 23 ноября 2023 года Голдобин набрал своё 50-е очко, сделав голевую передачу на Андрея Локтионова в матче против СКА (2:3), тем самым он стал первым хоккеистом в сезоне 2022/23, набравшим 50 очков. 24 декабря 2023 года в матче против «Куньлунь Ред Стар» (5:2) Голдобин отметился заброшенной шайбой и результативной передачей, набрав 57 (28+29) очко в сезоне и тем самым установил новый клубный рекорд «Спартака» в КХЛ по результативности за один регулярный чемпионат.
14 января 2024 года отметился заброшенной шайбой в матче против «Металлурга» (2:6), забросив свою 31-ю шайбу и тем самым установил новый рекорд «Спартака» в российской истории по голам за один сезон. 2 февраля 2024 года в матче против «Автомобилиста» набрал своё 70-е (34+36) очко в сезоне. 10 февраля 2024 года Голдобин побил рекорд результативности «Спартака», установленный Александром Кожевниковым в 1982 году, набрав 72 (35+37) очка в 61 матче. 12 февраля 2024 года в матче против «Локомотива» (5:1) отдал голевую передачу, которая стала для него 38-й в сезоне, тем самым Голдобин побил рекорд по голевым передачам для игроков «Спартака» в регулярных чемпионатах. 20 февраля 2024 года в матче против «Торпедо» (7:3) отдал 40-ю и 41-ю голевые передачи и тем самым установил новый рекорд в истории «Спартака» по голевым передачам за один сезон. Всего в сезоне 2023/24 набрал 78 (37+41) очков в 67 матчах. По голам Голдобин занял второе место после Рида Буше из «Авангарда» (44), по очкам Голдобин разделил второе место с Буше, отстав на Никиты Гусева из московского «Динамо» на 11 очков. В плей-офф набрал девять (3+6) очков в 11 матчах. По итогам сезона Голдобин вошёл в символическую сборную сезона КХЛ, получив приз «Золотой шлем».
27 мая 2024 года «Спартак» заключил с Голдобиным новый контракт до 30 апреля 2026 года. 19 октября 2024 года в матче против «Амура» (5:4) забросил свою 100-ю шайбу в КХЛ. В сезоне 2024/25 Голдобин провёл за «Спартак» 74 матча, забросил 24 шайбы и сделал 43 результативные передачи. 16 августа 2025 года был помещён в список отказов КХЛ.

#### СКА
18 августа 2025 года петербургский СКА забрал Голдобина со списка отказов.

## Карьера в сборной
В составе молодёжной сборной России участник чемпионата мира 2015.

## Статистика
| Легенда | Легенда                    | Легенда | Легенда                   | Легенда | Легенда    |
| ------- | -------------------------- | ------- | ------------------------- | ------- | ---------- |
| И       | Количество проведённых игр | Штр     | Штрафное время            | +/−     | Плюс-минус |
| Г       | Голы                       | П       | Голевые передачи          | О       | Очки       |
| -       | Статистика неизвестна      | —       | Статистика не учитывалась |         |            |